# Deosergestes paraseminudus
Deosergestes paraseminudus is een tienpotigensoort uit de familie van de Sergestidae. De wetenschappelijke naam van de soort is voor het eerst geldig gepubliceerd in 1973 door Crosnier & Forest.